# Rezerwat przyrody Wilcze Uroczysko
Rezerwat przyrody Wilcze Uroczysko – zlikwidowany leśno-torfowiskowy rezerwat przyrody położony na terenie gmin Goleniów i Stepnica w powiecie goleniowskim (województwo zachodniopomorskie).

## Powołanie i likwidacja
Obszar chroniony utworzony został 1 maja 1985 r. na podstawie Zarządzenia Ministra Leśnictwa i Przemysłu Drzewnego z dnia 11 kwietnia 1985 r. w sprawie uznania za rezerwaty przyrody (Dz. U. 1985 nr 7 poz. 60). Został zlikwidowany dnia 24 października 2006 r. w związku z włączeniem w granice sąsiedniego, położonego bardziej na południe rezerwatu przyrody Olszanka.

## Położenie
Rezerwat miał 62,83 ha powierzchni. Znajdował się w mezoregionie Dolina Dolnej Odry i w granicach Puszczy Goleniowskiej, a pod kątem podziału lasów – w leśnictwie Olszanka nadleśnictwa Goleniów. Znajdował się w gminach Goleniów i Stepnica, ok. 2 km na południe od miasta Stepnica; częściowo przylegał do Roztoki Odrzańskiej. Obecnie teren chroniony znajduje się w całości w granicach terenów Natura 2000: specjalnego obszaru ochrony siedlisk Uroczyska w Lasach Stepnickich PLH320033 (utworzony w 2016) i obszaru specjalnej ochrony ptaków Puszcza Goleniowska PLB320012 (utworzony w 2007).

## Charakterystyka
Cel ochrony rezerwatowej stanowiło „zachowanie typowych dla Pomorza olsów i łęgów jesionowo-olszowych oraz jednego z najbogatszych w Polsce stanowisk paproci długosza królewskiego, jak też innych gatunków chronionych”. Wilcze Uroczysko to rozległy kompleks torfowisk u ujścia Odry do Zalewu Szczecińskiego na terasie nadzalewowej, która została uformowana przez kopułowe torfowisko wysokie między Krępą i Gowienicą. Bezpośrednio z tym uroczyskiem sąsiaduje torfowisko Olszanka, stanowiące obecnie część wspólnego rezerwatu. Łącznie z położonym na południe Uroczyskiem Święta stanowią one jedne z największych (choć silnie przekształconych) torfowisk wysokich w tej części Polski. Do cennych gatunków przebywających na tym obszarze zaliczał się m.in. bielik zwyczajny.
Głównym zagrożeniem dla rezerwatu była degradująca środowisko przyrodnicze działalność Zakładów Chemicznych „Police”. Teren ten do pierwszej połowy XIX wieku pozostawał dziki, od tego czasu zaczęto prowadzić intensywniejszą meliorację i nasadzenia sosny, a po II wojnie światowej także intensywną wycinkę boru bagiennego.